# Väinö Markkanen
Väinö Markkanen (n. 9 mai 1929, Paltamo, Oulu, Finlanda – d. 10 iunie 2022, Lojo, Finlanda) a fost un trăgător de tir ce a reprezentat Finlanda, medaliat olimpic. A participat la o ediție a Jocurilor Olimpice (1964) în care a câștigat o medalie de aur.

## Participări
Lista de mai jos prezintă principalele competiții la care a participat Väinö Markkanen de-a lungul carierei.
- shooting at the 1964 Summer Olympics – men's 50 metre free pistol[*]